# Jerry Allison
Jerry Ivan Allison (* 31. August 1939 in Hillsboro, Texas; † 22. August 2022 nahe Nashville, Tennessee) war ein US-amerikanischer Rock-’n’-Roll-Schlagzeuger und Songwriter, der vor allem mit Buddy Holly & The Crickets bekannt wurde. Er schrieb mit Holly zusammen die Hits That’ll Be the Day und Peggy Sue.

## Leben
1956 fand er sich mit Buddy Holly und Joe B. Mauldin zur Gründung der Crickets zusammen. Bald begannen sie, an lokalen Tanzveranstaltungen und Wettbewerben teilzunehmen und machten erste Aufnahmen. Nachdem die Band mit Norman Petty eine Zusammenarbeit begonnen hatte, schrieb Allison zusammen mit Holly und Petty den Song Peggy Sue, der ihre erfolgreichste Single wurde. Der Song handelt von Allisons Frau, der Schriftstellerin Peggy Sue Gerron (1940–2018); das Paar heiratete nach der Veröffentlichung des Stücks.
Nachdem Holly sich von den Crickets getrennt hatte und 1959 bei einem Flugzeugabsturz ums Leben gekommen war, leitete Allison die Crickets. Sie nahmen weiter Alben und Singles auf, die es vereinzelt auch in die amerikanischen Charts schafften. Allison veröffentlichte Ende der 1950er-Jahre außerdem zwei Solosingles, auf denen Holly als Studiomusiker zu hören ist. Die Band hat, abgesehen von Allison und Mauldin, wechselnde Mitglieder. 1970 wirkte er auf Eric Claptons gleichnamigem Solodebüt als Backgroundsänger mit.
Der Rolling Stone listete Allison 2016 auf Rang 44 der 100 größten Schlagzeuger aller Zeiten. Jerry Allison starb im August 2022 im Alter von 82 Jahren.